# Sac Baguette
Le sac Baguette est un modèle de sac à main pour femme de forme oblongue, qui se porte sous le bras. Créé en 1997 par Silvia Venturini Fendi pour la marque italienne Fendi, il est décliné dans 700 versions différentes durant 15 ans. Il est considéré comme l'un des premiers sacs à recevoir le terme d'it bag, « le sac de mode qui lança alors la mode des sacs ».

## Historique
Le sac baguette de Fendi a été créé en 1997, par Silivia Venturini Fendi, la petite-fille d'Adèle et Eduardo Fendi, les fondateurs de la marque italienne,. Il est décrit comme un accessoire « avec son format rectangulaire, ses allures de pochette, sa petite bandoulière, son porté sous le bras, comme une baguette parisienne » d'où il titre son appellation,.
Ce sac est rendu célèbre auprès des fashionistas après son apparition en 1997 dans la série Sex and the City, lorsque Carrie Bradshaw s'écrit : « This is not a bag. It's a baguette » ; son succès est alors rapide et débute alors aux États-Unis.
En 2012, la marque italienne a fêté le 15e anniversaire du sac baguette en rééditant les six modèles préférés de sa créatrice. Silvia Venturini Fendi a même sorti un livre qui retrace l'évolution de ce sac baguette en un best-seller de maison livre. Le livre regroupe 250 photos des différents modèles de ce sac. Pour cet anniversaire de l'accessoire, divers événements sont organisés par Fendi, dont l'ouverture d'un magasin éphémère chez colette. En 2022, vingt-cinq anciennes versions sont rééditées et, en parallèle, certains nouveaux modèles sont dessinés par Marc Jacobs ou Sarah Jessica Parker, ainsi qu'un modèle en argent par Tiffany.
À partir de la seconde moitié des années 2010, le modèle comptabilise plus d'un million d'exemplaires depuis sa conception dans de multiples déclinaisons,,.